# Cologno Monzese
Cologno Monzese ist eine Gemeinde mit 47.006 Einwohnern (Stand 31. Dezember 2023) in der Metropolitanstadt Mailand, Region Lombardei.
Die Nachbarorte von Cologno Monzese sind Brugherio, Sesto San Giovanni, Cernusco sul Naviglio, Mailand und Vimodrone.
Hier befinden sich die Fernsehstudios von MFE – MediaForEurope sowie die Studios von mehreren Radiosendern wie RTL 102.5, Radio Italia und Radio TRS.

## Bevölkerungsentwicklung
Cologno Monzese zählt 19.477 Privathaushalte. Zwischen 1991 und 2001 fiel die Einwohnerzahl von 51.343 auf 48.262. Dies entspricht einer prozentualen Abnahme von 6,0 %.